# Daniel Wardwell

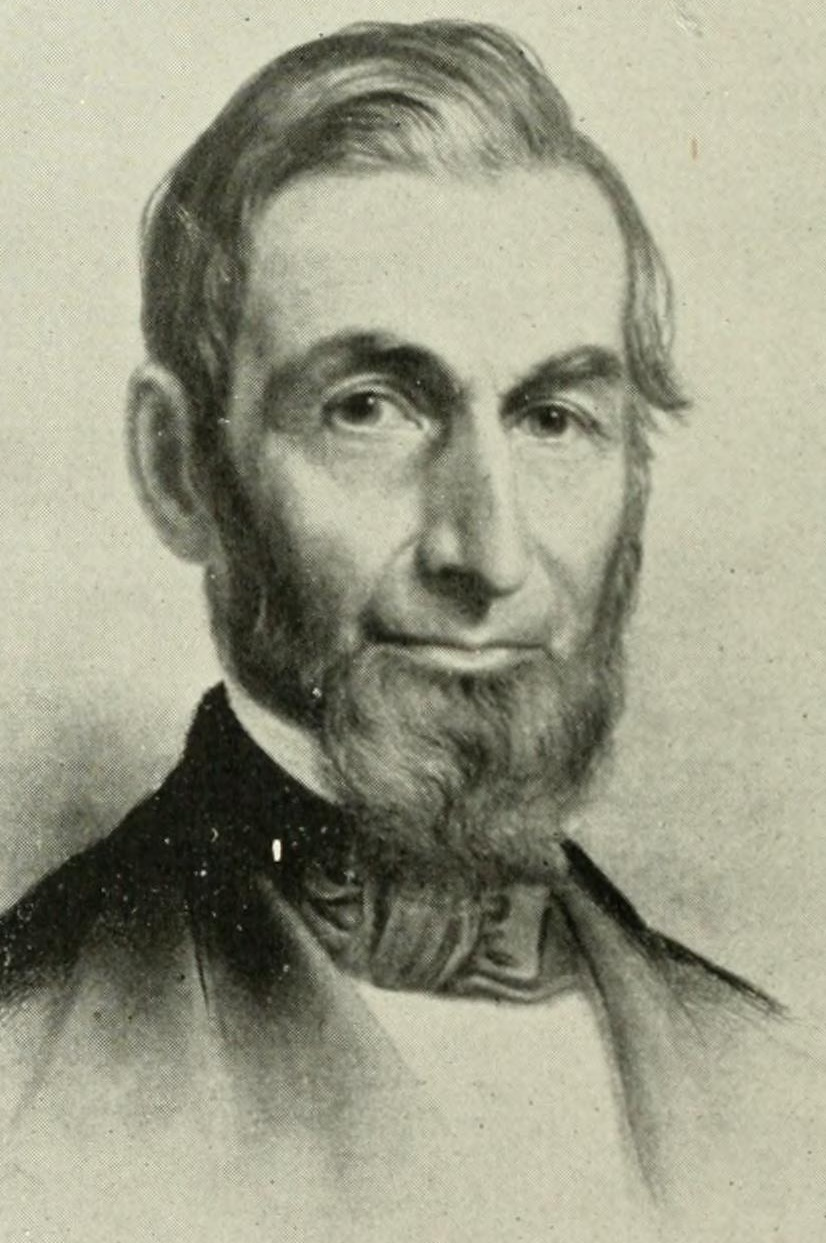
Daniel Wardwell

Daniel Wardwell (* 28. Mai 1791 in Bristol, Rhode Island; † 27. März 1878 in Rome, New York) war ein US-amerikanischer Jurist und Politiker. Zwischen 1831 und 1837 vertrat er den Bundesstaat New York im US-Repräsentantenhaus.

## Werdegang
Daniel Wardwell wurde ungefähr acht Jahre nach dem Ende des Unabhängigkeitskrieges in Bristol geboren. 1811 graduierte er an der Brown University in Providence. Er studierte Jura. Nach dem Erhalt seiner Zulassung als Anwalt begann er in Rome im Oneida County zu praktizieren. 1814 zog er nach Mannsville. Er war Richter am Court of Common Pleas im Jefferson County. Zwischen 1825 und 1828 saß er in der New York State Assembly. Politisch gehörte er der Jacksonian-Fraktion an.
Bei den Kongresswahlen des Jahres 1830 für den 22. Kongress wurde Wardwell im 20. Wahlbezirk von New York in das US-Repräsentantenhaus in Washington, D.C. gewählt, wo er am 4. März 1831 die Nachfolge von Joseph Hawkins und Jonah Sanford antrat, welche zuvor zusammen den Distrikt im US-Repräsentantenhaus vertreten hatten. Im Jahr 1832 kandidierte er für den 23. Kongress. Nach einer erfolgreichen Wahl trat er am 3. März 1833 die Nachfolge von Nathaniel Pitcher an. Er wurde einmal wiedergewählt. Da er auf eine erneute Kandidatur im Jahr 1836 verzichtete, schied er nach dem 3. März 1837 aus dem Kongress aus. Als Kongressabgeordnete war er Vorsitzender im Committee on Revolutionary Pensions (23. und 24. Kongress).
Nach seiner Kongresszeit kehrte er nach Rome zurück, wo er wieder als Anwalt tätig war. Am 27. März 1878 verstarb er dort und wurde dann auf dem Maplewood Cemetery in Mannsville beigesetzt.